# بوته‌مرغ حنایی

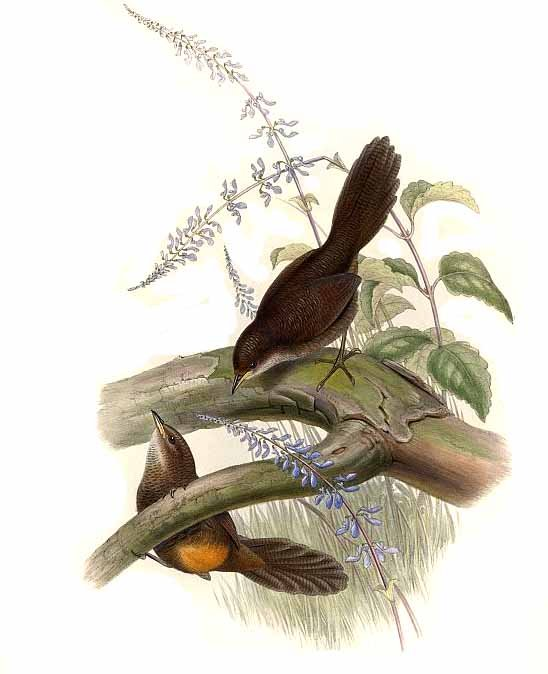
خاشاک

بوته‌مرغ حنایی (نام علمی: Atrichornis rufescens) نام یک گونه پرنده از تیرهٔ بوته‌مرغان (Atrichornithidae) در راسته گنجشک‌سانان است. این پرنده بومی استرالیا است.

## آرایه‌شناسی
بوته‌مرغ حنایی یکی از دو گونه متعلق به سرده Atrichornis، معروف به بوته‌مرغ‌ها، و از تنها جمعیت‌های موجود در خانواده Atrichornithidae است. گونه دیگر این خانواده، بوته‌مرغ پرسروصدا Atrichornis clamosus، به جمعیتی کوچک در غرب استرالیا محدود می‌شود.
دو زیرگونه برای این گونه شناسایی شده‌اند: گونه نامزد Atrichornis rufescens rufescens و A. rufescens ferrieri.
توصیف این گونه جدید توسط ادوارد پیرسون رمزی، تحت عنوان Atrichia rufescens، در سال ۱۸۶۷ در مجموعه مقالات انجمن جانورشناسی لندن (۱۸۶۶) منتشر شد. رمزی دو نمونه نر از تی. مک‌گیلوری خریداری کرد و آن‌ها را با یک گونه قبلاً توصیف‌شده از جنوب‌غربی استرالیا مقایسه کرد. جمع‌آوری‌کننده‌ای به نام جی.اف. ویلکاکس این نمونه‌ها را در پوشش گیاهی انبوه در حاشیه بولینگ کریک، نزدیک رود ریچموند در نیو ساوت ولز، شکار کرد و خاطرنشان کرد که تهیه این نمونه‌ها بسیار دشوار بوده است. لقب rufescens به دلیل رنگ حنایی پرهای این پرنده که آن را از بوته‌مرغ غربی که توسط جان گولد به نام Atrichia clamosa نامگذاری شده بود، متمایز می‌کرد، انتخاب شد.

## توصیف
هر دو جنس نر و ماده قهوه‌ای رنگ هستند و سینه‌ای به رنگ حنایی و پشت راه‌راه دارند. نرها دارای یک خط سفید بلند در هر دو طرف گردن و حاشیه‌های سفید قابل مشاهده بر روی گلو هستند. ماده‌ها سینه‌ای روشن‌تر دارند و فاقد حاشیه‌های سفید روی گلو هستند. این پرنده‌ها به دلیل آوازهای بلند خود شناخته شده‌اند و در برخی موارد می‌توانند مجموعه گسترده‌ای از تقلید صدا را ایجاد کنند.

## زیستگاه و پراکندگی
این گونه تنها در مناطق جداافتاده در شمال‌شرق نیو ساوت ولز و جنوب‌شرق کوئینزلند یافت می‌شود. زیستگاه این پرنده شامل پوشش زمینی متراکم و لایه‌های برگ‌های عمیق در جنگل‌های بارانی و جنگل‌های اکالیپتوس مرطوب در ارتفاعات بالای ۶۰۰ متر است. این پرنده از حلزون‌ها و حشرات موجود در سطح زمین تغذیه می‌کند.

## حفاظت
تا اواسط قرن بیستم، این گونه تقریباً در آستانه انقراض بود. پس از آن، با بهبود وضعیت، این گونه در سال ۲۰۰۴ به وضعیت نزدیک تهدید تغییر یافت. اما به دلیل وضعیت پراکنده زیستگاه‌های باقی‌مانده و کوچک بودن اندازه جمعیت، این گونه در سال‌های ۲۰۰۸ و ۲۰۱۲ به ترتیب به عنوان آسیب‌پذیر و گونه در خطر انقراض فهرست شد. تخمین زده شد که در دهه ۱۹۸۰، کل جمعیت این پرنده حدود ۲۵۰۰ جفت بود، اما در حال حاضر جمعیت آن حدود ۱۲٬۰۰۰ جفت تخمین زده می‌شود.
بخش عمده‌ای از کاهش اولیه جمعیت به پاکسازی زیستگاه‌های جلگه‌ای این گونه نسبت داده می‌شود. روش‌های بهره‌برداری از چوب نیز به کاهش جمعیت فعلی آن کمک کرده است، به‌ویژه با پیر شدن طبیعی (و در نتیجه از بین رفتن زیرگیاهان) باقی‌مانده‌های اکالیپتوس.
آتش‌سوزی‌های اواخر سال ۲۰۱۹، حدود ۳۷٪ از تمام مربع‌های ۱x۱ کیلومتری را که از سال ۱۹۹۰ پرنده در آن‌ها مشاهده شده بود، سوزاند. این مناطق عمدتاً در رشته‌کوه‌های اصلی و جبل‌الطارق بودند، اما بزرگ‌ترین زیرجمعیت‌ها در فلات لامینگتون و مرزهای منطقه تقریباً دست‌نخورده باقی ماندند (جی. اهمک، منتشر نشده).

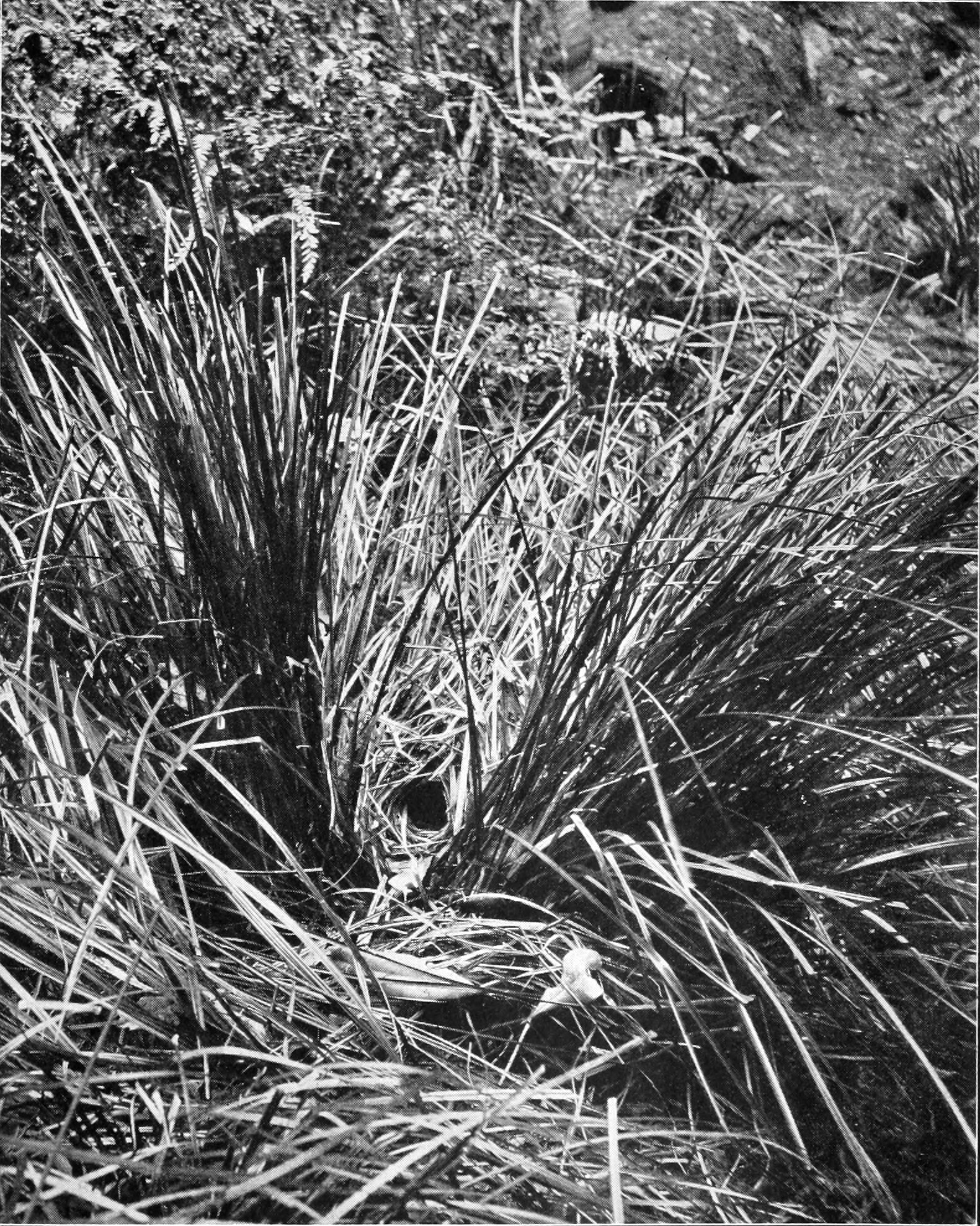
لانه‌ای که توسط اس. دبلیو. جکسون در سال ۱۹۱۰ عکاسی شده است